# Jalová
Jalová (in ungherese Jármos) è un comune della Slovacchia facente parte del distretto di Snina, nella regione di Prešov.